# اکلشال
اکلشال (به انگلیسی: Eccleshall) یک شهرک و محله مدنی در بریتانیا است که در Stafford واقع شده‌است. اکلشال ۴٬۶۵۱ نفر جمعیت دارد.